# Violino a bastone
Il violino a bastone è uno strumento musicale cordofono ad arco, ideato a metà Settecento a San Pietroburgo dal violinista bavarese Johann Wilde (inventore, tra l'altro, del violino di ferro). Si trattava di una pochette adattata a bastone da passeggio, con le corde tese tra due caviglie metalliche. È stato uno degli strumenti da passeggio che ha goduto di maggior successo, molto diffuso soprattutto in Germania fino agli inizi del Novecento.

## Descrizione
Solitamente lo strumento aveva una tastiera dalle dimensioni standard, associata ad una cassa molto piccola, analogamente alle pochette. Usualmente lo strumento vero e proprio era collocato nella sezione centrale del bastone e aveva una custodia rimovibile, che veniva tolta per suonare. L'impugnatura dello stesso poteva fungere da punto di appoggio dello strumento sulla spalla del musicista e l'archetto poteva essere solitamente riposto in una cavità interna al bastone. Il violino a bastone era uno strumento di svago per i musicisti dilettanti aristocratici nelle loro passeggiate, incarnando l'ideale romantico che avvicinava l'arte alla natura; non era invece concepito per un impiego professionale, a differenza di altri strumenti in miniatura come la pochette (utilizzata usualmente dai maestri di danza francesi).

## Lo strumento tra Ottocento e Novecento

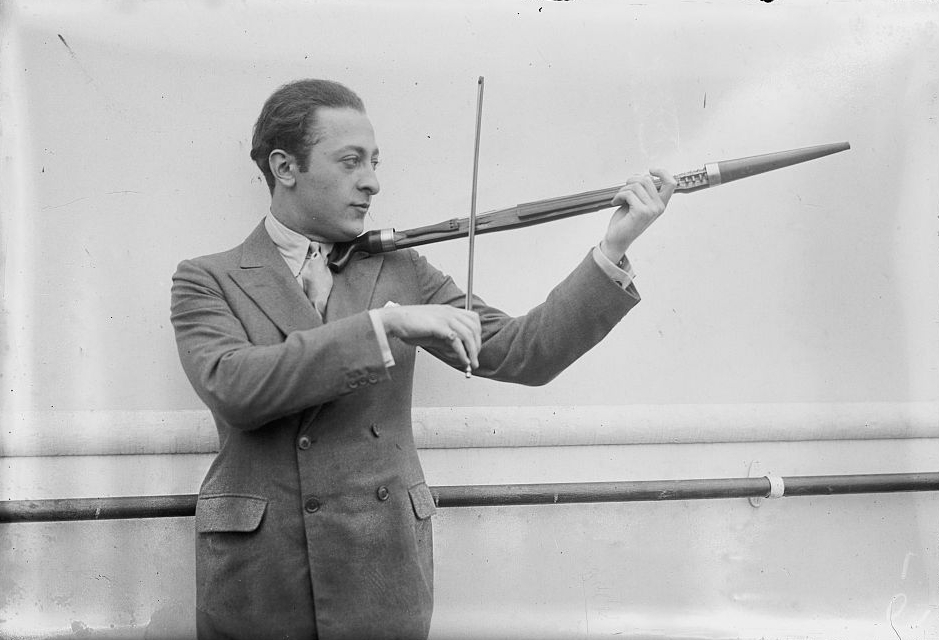
Jascha Heifetz mentre suona un violino a bastone.

Nel corso dell'Ottocento i violini a bastone sono stati prodotti su scala commerciale, soprattutto in Germania, e vi erano dei laboratori che li costruivano a Mittenwald e a Markneukirchen. Lo strumento era  ancora prodotto intorno al 1880 da Anton Lutz, a Vienna. Il successo dello strumento è scemato fra la fine del XIX e l'inizio del XX secolo, ed è divenuto oggetto di antiquariato o curiosità. È abbastanza nota una fotografia che ritrae Jascha Heifetz intento a suonare uno strumento di questo tipo.